# Chañar Ladeado
Chañar Ladeado é uma comuna da província de Santa Fé, no Departamento Caseros, na Argentina, a 162 km de Rosário e a 315 km de Santa Fé, sendo a Ruta provincial RP 93 sua principal via de comunicação.

## História
Domingo Funes vendeu a Juan Gödeken uma fração de campo sem existência de caminhos ou algum tipo de assentamento, levando a supor que Juan Gödeken fora encarregado do primeiro loteamento, e que os colonos que chegaram depois limparam o campo e o cultivaram, trazendo também a maioria dos caminhos rurais.
O nome do povoado pode ter sido provisório, lançando mão da geografia circundante, na qual apareciam vários chañareses. Esta árvore não se distingue por possuir um fuste reto, o que dificultaria o trânsito de buscar do local onde pode ter estado o "chañar ladeado" que, supostamente, inspirou o fundador.

## Santo Padroeiro
- São João Batista, festividades: 24 de junho.

## Criação da Comuna
- 14 de março de 1900.

## Pontos Turísticos
- Colonia Carlitos
- Colonia República
- Colonia Santa Catalina
- Paraje Cuatro Esquinas

## Festividades

### Festa Provincial do Porco
- 2ª quinzena de outubro

### Carnavais
Desde 1998, o espírito de trabalho em equipe de vinte instituições da localidade, convoca a região aos Super Carnavales, participando 20 carros alegóricos preparados por estas  instituições, mais 2 comparsas que convidam a uma forte concorrência, de até 12.000 pessoas, que podem divertir-se com um desfile de artistas que transitam pelo cenário nacional.

## Esportes
Chañar Ladeado possui duas equipes de futebol, que participam na Liga Interprovincial de Futebol:
- «Club Social Deportivo Mutual Chañarense». , fundado em 24 de julho de 1910
- «Independiente Atletic Club». , fundado em dezembro de 1918.

## Observatório Astronômico
O Observatorio Astronómico Comunal possui um telescópio reflector newtoniano de 35 cm de diâmetro.